# Treći put
Treći put ili modernizirana socijaldemokracija predstavlja uglavnom centristički smjer u politici, koji zastupaju neke socijaldemokratske stranke u Europi te Demokratska stranka u SAD-u. Politički položaj Trećega puta opisuje se kao desni dio lijevoga centra. Treći se put u pravilu zalaže za smanjenje poreza, deregulaciju i decentralizaciju te socijalne politike, a ime je nastalo kao odgovor na radikalno kapitalističku doktrinu ekonomski konzervativnih stranaka s kraja osamdesetih i početka devedesetih godina (Thatcher i Reagan).
Neki politolozi[nedostaje izvor] Treći put opisuju kao prikriveni neoliberalizam.
Najpoznatiji predstavnici su Tony Blair, Bill Clinton i Gerhard Schröder. Nekad se naziva i radikalni centar.
Treći put je bio naziv i za politiku Pokreta nesvrstanih, koja je ideološki bila smještena između blokovske politike zemalja NATO-a i zemalja Varšavskog ugovora, odnosno Istočnog bloka. Ponekad se, u užem smislu, Trećim putem označava politika Titove Jugoslavije, gledana kao prijelaz između kapitalističke zapadne Europe i boljševičke istočne Europe.

## Poveznice
- Austromarksizam
- Nova ljevica
- Eurokomunizam